# Dominique-Joseph de Cassini
Pour les articles homonymes, voir Cassini.
Pour les autres membres de la famille, voir Famille Cassini.
Dominique-Joseph, marquis de Cassini (27 novembre 1715, Paris - 17 avril 1790, château de Fillerval (Thury-sous-Clermont)), est un général français.

## Biographie
Fils de Jacques Cassini, il rentra dans les mousquetaires du roi en 1732, à l'âge de dix-sept ans.
Capitaine d'un régiment de cavalerie le 19 février 1734, il est fait chevalier de l'ordre royal et militaire de Saint-Louis.
Exempt des gardes du roi en 1743, il se distingue durant la campagne de Flandre et passe dans la première compagnie («Villeroy») des gardes du corps du roi de France le 9 avril 1745.
Mestre de camp le 1er décembre 1745 et brigadier des armées du roi en 1759, il est promu maréchal des camps et armées du roi le 16 avril 1767.
Il se fit construire l'hôtel de Cassini en 1768.
Par décret du Grand-duc de Toscane de 1775, Dominique-Joseph a obtenu le droit de siéger au Sénat de Sienne, ville dont la famille Cassini est dite être originaire. 
Il fut également capitaine de la Chasse royale du prince de Condé.
Son épouse la marquise de Cassini, née Angélique-Dorothée Babaud, qui était la demi-sœur du marquis de Pezay et la nièce de Paul Boësnier de l'Orme et de Pierre Babaud de la Chaussade, fut la maîtresse du prince de Condé et du comte de Maillebois. Lors de leur mariage en 1754, elle apporta 560 000 livres de dot.

### Sources
- Devic, Histoire de la vie et des travaux de J. D. Cassini IV, 1851
- François-Anatole Gruyer, Chantilly: les portraits de Carmontelle, 1902